# Helge Edström
Helge Martin Douglas Edström, född 28 juni 1908 i Oskar Fredriks församling i Göteborg, död 25 februari 1990 i Lundby församling, Göteborg, var en svensk målare och skulptör.

## Biografi
Edström studerade vid Slöjdföreningens skola i Göteborg 1929–1934 och vid Valands konstskola 1934–1935 samt vid Konsthögskolan i Stockholm 1936 och under studieresor till Danmark och Paris. Tillsammans med Ivan Broberg ställde han ut i Göteborg och tillsammans med Bengt Berglund i Borås. Han medverkade i samlingsutställningar med Sveriges allmänna konstförening på Liljevalchs konsthall samt decemberutställningarna på Göteborgs konsthall. Hans konst består av motiv från det bohuslänska landskapet med klippor och hav i pastell samt småreliefer och porträttskulpturer. Edström är representerad vid KFUM:s hus i Göteborg med ett kubiserat krucifix.
Han var son till kakelugnsmakaren Carl Wilhelm Edström och Olivia Fredrika Blomqvist samt från 1942 gift med Maria Elisabeth Svensson (1916–1977).  Makarna Edström är begravda på Östra kyrkogården i Göteborg.